# Premio Amanda 2005
La XXI edizione del premio cinematografico norvegese premio Amanda (Amanda Awards in inglese) si tenne nel 2005. 

## Vincitori
- Miglior film - Hawaii, Oslo
- Miglior film straniero - La caduta - Gli ultimi giorni di Hitler
- Miglior attore - Kristoffer Joner per Naboer
- Miglior attrice - Annika Hallin per Vinterkyss
- Miglior regista - Aksel Hennie per Uno
- Miglior sceneggiatore - Harald Rosenløw-Eeg per Hawaii, Oslo
- Miglior cortometraggio - Bawke
- Miglior documentario - Evig din
- Miglior realizzazione artistica - Jan Lindvik
- Miglior film per ragazzi - Venner for livet
- Miglior debutto - Sara Johnsen per Vinterkyss
- Premio onorario - Anja Breien